# Leskovac
Leskovac (cirílico serbio: Лесковац) es una ciudad situada en Serbia, y es el centro administrativo del distrito de Jablanica. En el censo de 2002 la ciudad tenía una población de 167 252 habitantes.
Leskovac se encuentra a los pies del monte Hisar, a 290 km de Belgrado.
El nombre de Leskovac aparece por primera vez en un documento del siglo XIV. Los turcos le llamaban Hisar, lo que significa "fortaleza". A mediados del siglo XIX, Leskovac era, por su población, la segunda ciudad más grande de Serbia después de Belgrado; se especializó en la industria textil, hasta el punto de que fue conocida como "Pequeño Manchester". La situación económica actual de la ciudad es, sin duda menos exitosa. Sin embargo, Leskovac es uno de los centros económicos y culturales del sur de Serbia hoy día.

## Historia

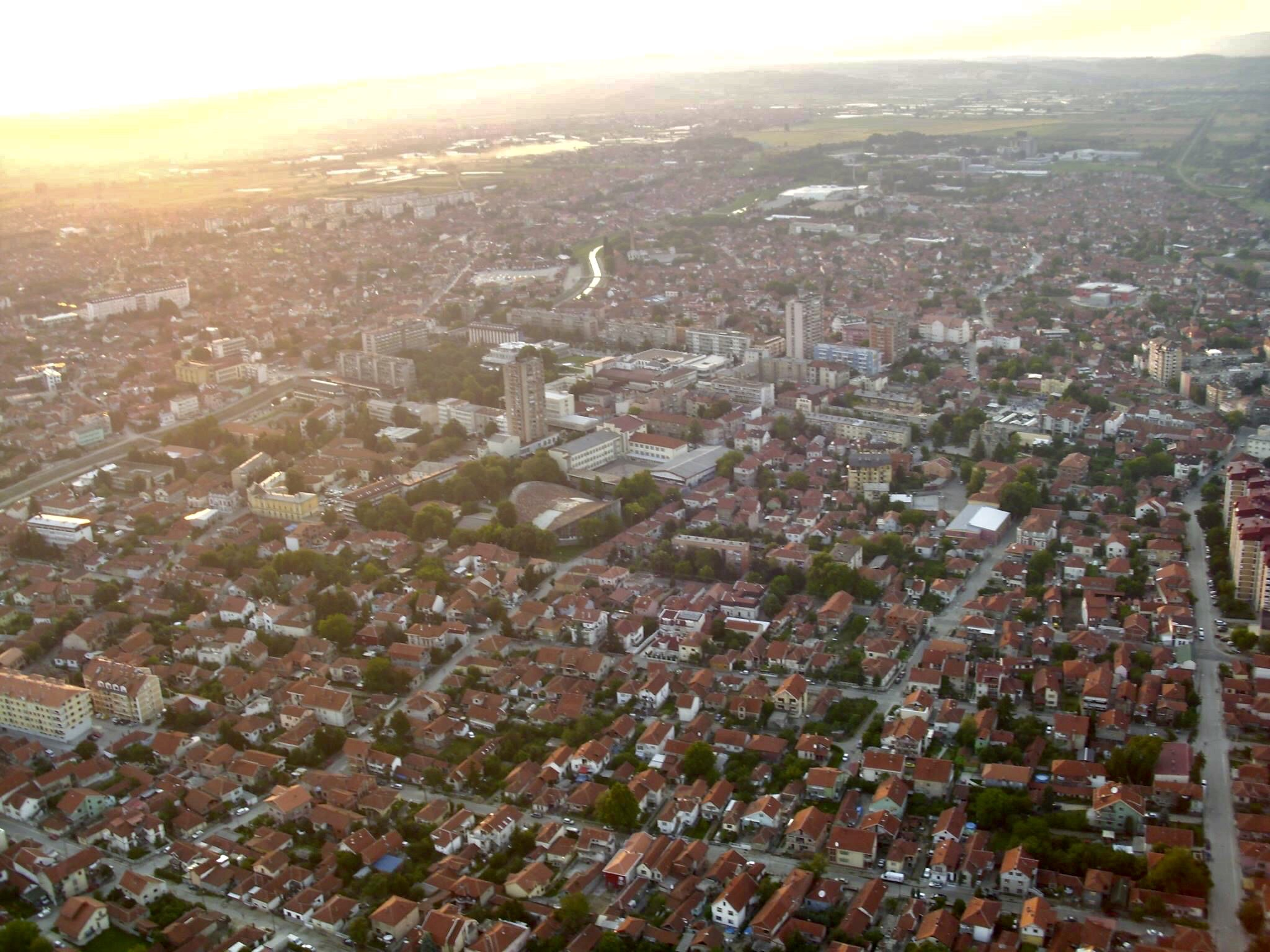
Ciudad de Leskovac, foto tomada desde aire

En 1860, Leskovac fue la segunda ciudad más grande después de Belgrado, en el territorio de lo que es hoy en día Serbia. En 1878, la región de Leskovac pasó del Imperio otomano a Serbia. Este traslado de soberanía alejó la ciudad de gran parte del comercio de los Balcanes otomanos. En el siglo XIX, la ciudad de Leskovac, fue la ciudad famosa en los Balcanes a través de sus talleres textiles que se especializaron en el trabajo de la cuerda de cáñamo. Pronto creció la zona por el empuje de los productores de la región. En 1896, los fundadores de estas empresas combinaron sus recursos y compraron equipo de la fábrica para la producción de tejidos de lana procedentes de Alemania. Esta fue la primera fábrica en las afueras de la ciudad de Leskovac. En 1903, una fábrica para la transformación del cáñamo fue construida en la orilla norte del antiguo centro de la ciudad. En 1922, la familia Teokarevic abrió una fábrica de tejidos de lana cerca de Leskovac. En el 1938, el sector privado y las fábricas de textil de la ciudad de Leskovac empleaban 2.560 trabajadores, mientras que anteriormente en la década de 1870, hubo miles de transformadores de cáñamo en Leskovac con una producción de 150 mil carros por año. Leskovac, inicialmente Dubočica una vez fue conocido como "El Manchester pequeño"; en el siglo XIX era el segundo productor de textil, después de Mánchester, Inglaterra. La ciudad siguió siendo un importante centro textil, hasta la caída del comunismo en Europa oriental, pero debido al aislamiento económico de Serbia resultantes de la consecuencia de las guerras, su ubicación remota, y la falta de privatización las fábricas de la industria se hundieron como consecuencia de la depresión de la economía en la zona. [1]

## Monumentos
- Monumento de la libertad, Parque central
- Monumento al Héroe Desconocido en Hisar
- Casa de Bora Dimitrijevic Piksla, antiguo museo nacional
- Casa de Sop Djokic
- Skobaljic Grad
- Parque monumental Hisar
- Justiniana Prima

## Religión

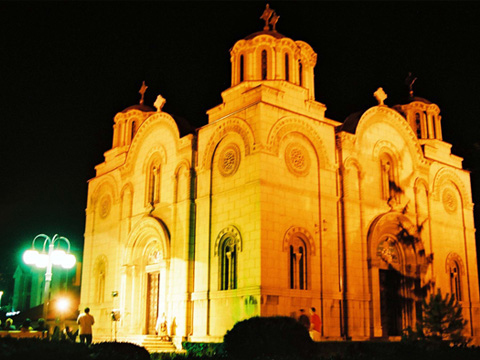
La iglesia ortodoxa de Leskovac.

La mayoría de los habitantes son cristianos ortodoxos. Hay también católicos y musulmanes pero son muy pocos.

## Demografía
En 2011, la ciudad tenía una población de casi 144.206 habitantes de los cuales 60,288 vive en el centro de la ciudad, la mayoría son principalmente serbios, romas, macedonios, yugoslavos, montenegrinos, etc. 
En un momento dado, la segunda ciudad más grande de Serbia, hoy Leskovac es azotada por problemas económicos y muchas personas migran fuera de la zona.

## Subdivisiones
El municipio (serbio: општина) o (opština) se divide en las siguientes comunidades locales (месне заједнице o mesne zajednice), denominadas algunas en honor de antiguos héroes de Yugoslavia: 
- Dubočica (Дубочица)
- Centar (Центар)
- Hisar (Хисар)
- Prva južnomravska brigada (Прва јужноморавска бригада)
- Rade Žunić (Раде Жунић)
- Marko Crni (Марко Црни)
- Kosta Stamenković  (Коста Стаменковић)
- Veljko Vlahović (Вељко Влаховић),
- Milentije Popovic (Милентије Поповић),

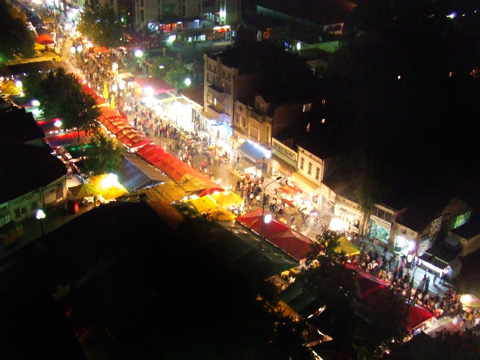
Festival de la parrilla Rostiljijada, que cada año visitan los turistas de toda Europa.

- Stojan Ljubic (Стојан Љубић)
- Moša Pijade (Моша Пијаде),

## Cultura
La biblioteca pública de Leskovac fue fundada en año 1869, un poco más tarde la librería y Casino.
En enero de 1887 fue fundado el primer corral. En 1894 nació Stansilav Binicki, famoso compositor serbio.
De 1887 hasta 1889 el profesor de gimnasia Dimitrije Aleksic fundó el primer periódico de Leskovac, Crkveni glasnik.

## Turismo
Leskovac ofrece al visitante la posibilidad de recorrer a pie desde las ruinas romanas y la ciudad medieval hasta los barrios modernistas, con sus edificios característicos, sus calles arboladas y sus avenidas. 
Los parques
Leskovac cuenta con muchos parques en los que se puede disfrutar de un rato de ocio y desconectarse del ruido urbano.
El parque más bonito con vistas impresionantes de la ciudad es el parque Hisar, donde pequeños y mayores pasan ratos divertidos.
El parque central se encuentra en el centro de la ciudad.
 Eventos
La ciudad es conocida por el festival de la parrilla Rostiljijada, en el que cada año asisten más de 700.000 turistas de toda  Europa, tiene el récord mundial en producir la hamburguesa más grande del mundo, Pljeskavica. También Leskovac es conocido por la producción de pimienta roja muy picante.
En Leskovac también se celebra un carnaval el mes de julio cada año y cuenta con una gran asistencia. Se estima que en el año 2012 más de 100.000 turistas visitaran el festival, con la participación de varios países Europeos.

## Transportes y movilidad
Leskovac es una ciudad bien comunicada. Para acceder por tierra existe una red de autopistas y carreteras, y la red de ferrocarriles.
Para acceder por aire, cuenta con la proximidad del Aeropuerto Constantino el Grande de Niš situado a 45 km del centro de la ciudad, y el Aeropuerto civil y deportivo a 5 km.
La red de ferrocarriles tiene su centro en la estación central de Leskovac.
La red de transporte público interno de Leskovac cuenta con una dotación de autobuses divididas a 10 líneas que crusan la ciudad diagonal y vertical juntándose en el centro de la ciudad. El transporte público está operado por Jugesxpress (esp. Surexpress); los autobuses pasan por cada parada de la ciudad cada 15 minutos aproximadamente.

## Ciudades hermanadas
- Kyustendil, Bulgaria
- Plovdiv, Bulgaria
- Silistra, Bulgaria

## Galería de fotos

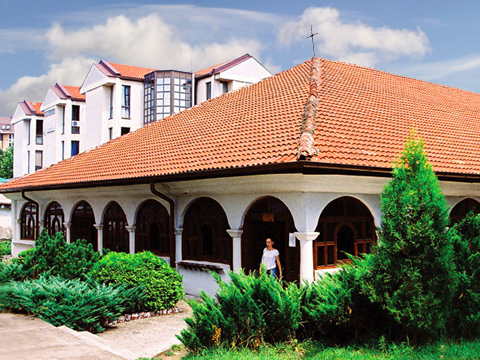
La iglesia antigua ¨Odzaklija¨
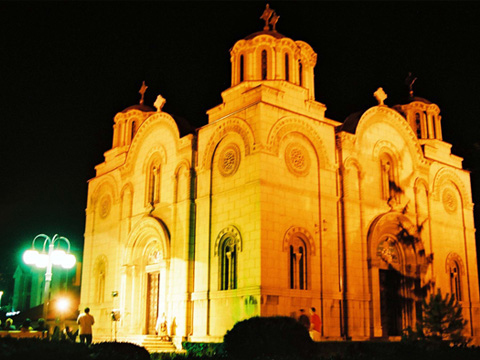
La iglesia ortodoxa de Leskovac
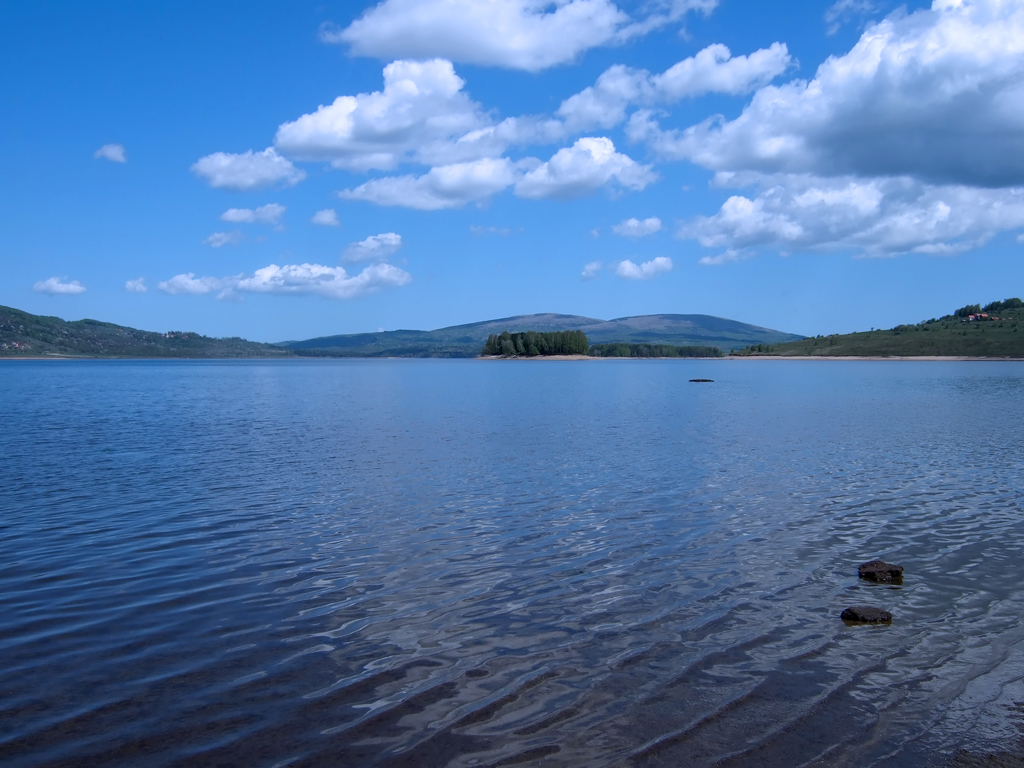
Lago de Vlasina
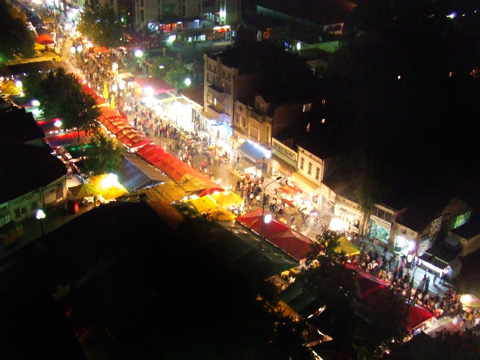
Festival de parrilla
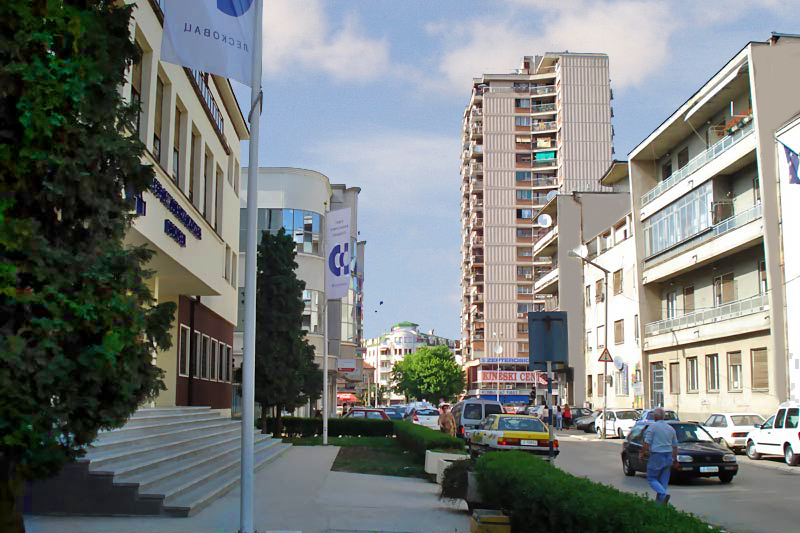
Leskovac
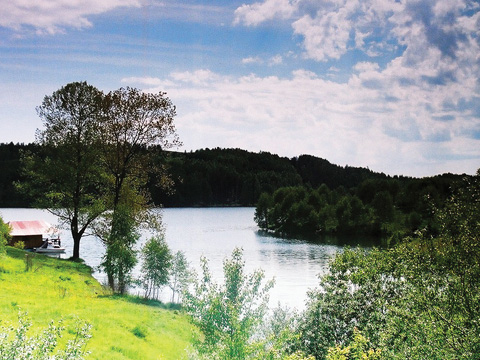
Lago Vlasina